# Gornera
Die Gornera (Gornerbach) ist ein rund 5,5 Kilometer langer Wildbach im Bezirk Visp des Kantons Wallis. Er ist einer der Quellbäche der Mattervispa.

## Geographie
Die Gornera entsteht als Abfluss des Gornergletschers. Ein Teil des Wassers wird auf 2000 Metern Höhe gefasst und dem Stausee Z'Mutt am Zmuttbach zugeführt. 140 Millionen Kubikmeter des so gesammelten Wassers werden dort seit 1964 jährlich durch eine Pumpleitung dem Kraftwerk Grande Dixence zugeführt.
Etwa 500 Meter nördlich der Wasserfassung fliesst die Gornera mit dem Furggbach zusammen. Oberhalb von Zermatt vereinigt sich die Gornera mit dem Zmuttbach zur Mattervispa.